# Bič Boží
Bič Boží (latinsky Flagellum Dei) je přezdívka hunského vládce Attily, proslulého svými nájezdy na římskou říši v 5. stol., provázenými pleněním a politikou spálené země. Přeneseně pak toto sousloví bývá užito pro jakékoli události, jevy či osoby, přinášející úroveň zkázy a barbarství srovnatelnou s Attilovými výboji, škodící lidem či páchající velké zlo, a jejichž existence je tudíž některými chápána jako Boží trest (různé katastrofy, krutí dobyvatelé a tyrani, např. Adolf Hitler).

## Poznámka
V českém prostředí je Bič Boží znám také jako název písně zpívané fiktivní skupinou Mimikry ve stejnojmenné předposlední epizodě seriálu Třicet případů majora Zemana.